# Supervulkan

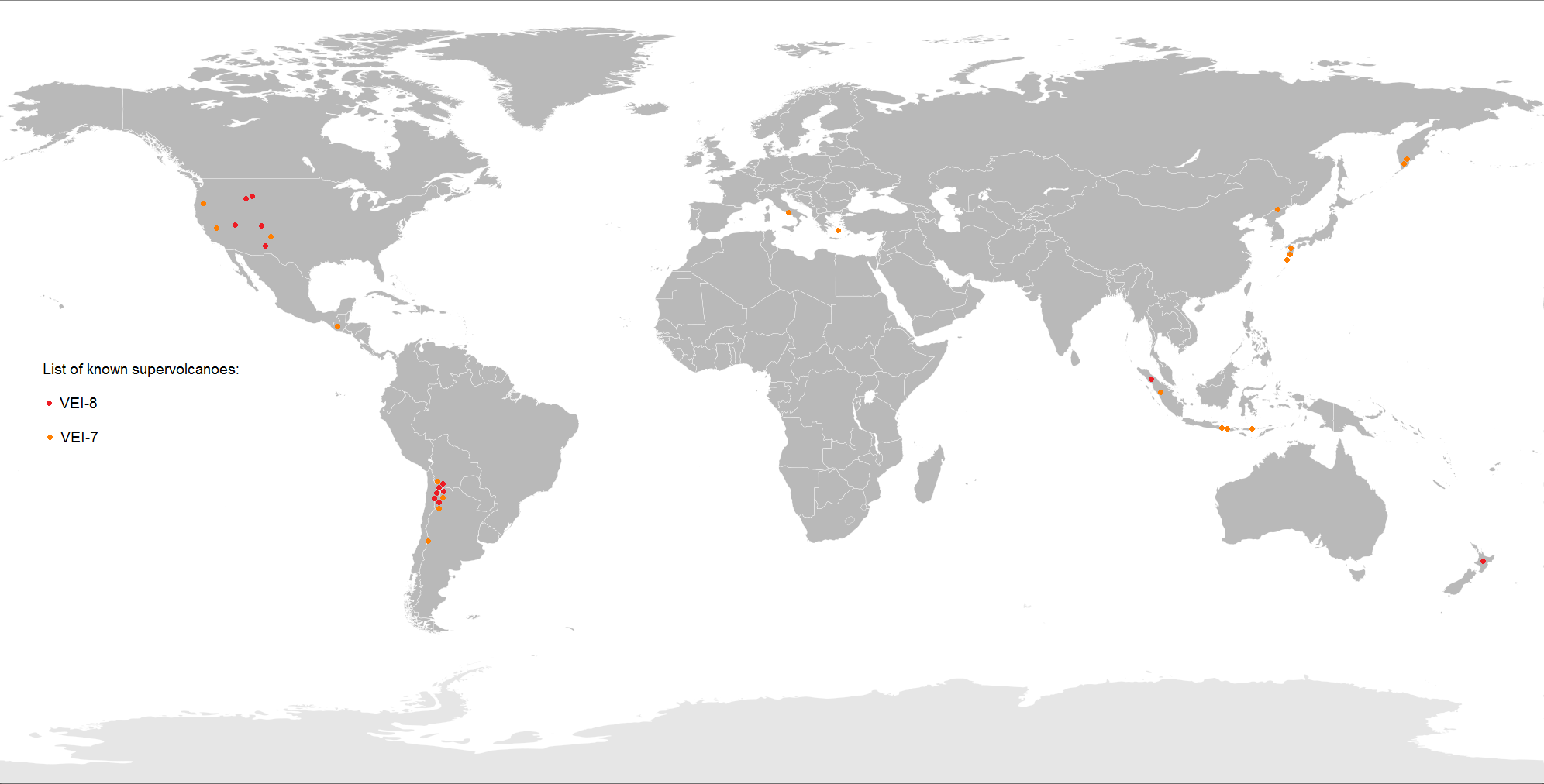
Karta över kända supervulkaner runt om i världen:
Vulkanexplosivitetsindex (VEI) 8
Vulkanexplosivitetsindex (VEI) 7

En supervulkan är en vulkan vars utslungade material under en enstaka eruption överstiger 1 000 kubikkilometer. En annan benämning är VEI 8, det vill säga den högsta (hittills uppmätta) nivån på VEI-skalan. Som jämförelse kan nämnas att volymen vid det största kända utbrottet i historisk tid, Tambora år 1815, endast var omkring 100 till 150 kubikkilometer. I en lite "generösare" gränsdagning för gränsen mellan supervulkanutbrott och "vanliga" utbrott räknar vulkanologerna även utbrott med styrka 7 på VEI-skalan (volym mellan 100 och 1 000 kubikkilometer) som superutbrott. Tamboras utbrott är det enda kända i historisk tid som nått nivå 7 på VEI-skalan.
En annan stor skillnad mellan supervulkanerna och övriga vulkaner är att det i regel går hundratusentals år mellan varje utbrott och när calderan väl bildas kan den ses i miljontals år.
Basaltutbrott är en särskild typ av  en supervulkans utbrott. De förekommer visserligen i mycket mindre skala med, till exempel på Island men i extremt sällsynta fall kan basaltutbrott bli gigantiska. Vid dessa utbrott rämnar långa stycken av jordskorpan och ofattbara mängder magma pumpas ut över landskapet.Utbrotten kan pågå från och till under hundratusentals eller t.om miljoner år. Lavaflödena kan till slut täcka miljontals kvadratkilometer och döda allt liv i sin väg.
Supervulkanen i Yellowstone nationalpark är bland de största i hela världen. Det senaste utbrottet var för 640 000 år sedan.

## Kan supervulkaner orsaka massutdöenden?

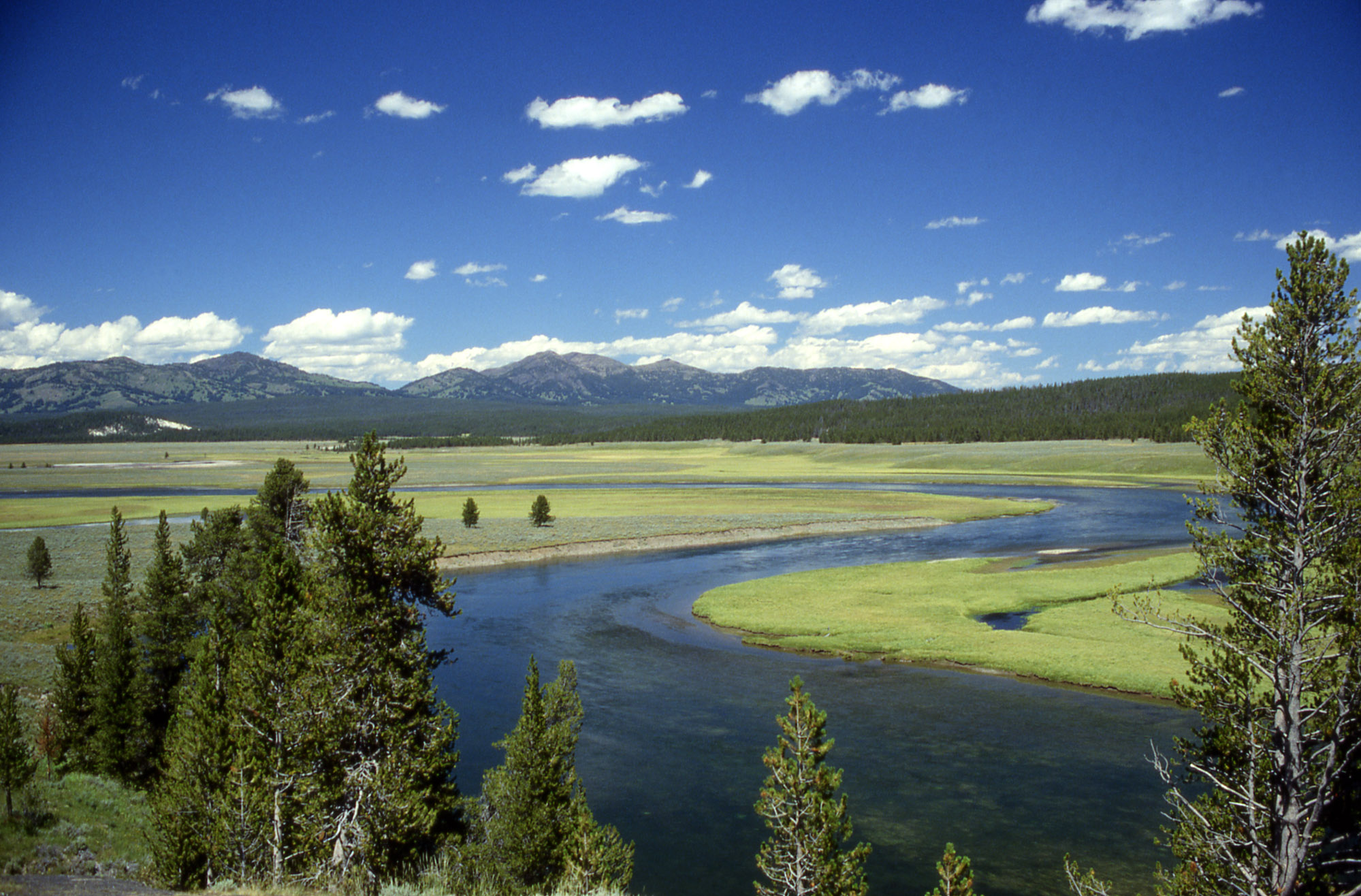
Yellowstone-calderans nordöstra del med Yellowstonefloden i förgrunden och calderans kant vid horisonten.

Supervulkaner anses vara den våldsammaste och mest destruktiva naturkraft som finns på jorden. Ett utbrott från en supervulkan har potential att ödelägga en hel kontinent, allvarligt rubba det globala klimatet och åtminstone regionalt orsaka nästintill totalt utdöende bland djur och växter. Många forskare menar även att gigantiska vulkanutbrott i det förgångna har bidragit till massutdöenden. Massutdöendet för drygt 250 miljoner år sedan, perm–trias-utdöendet, det största utdöendet man känner till, orsakades enligt många åtminstone delvis av enorma basaltutbrott i Sibirien. Idag kan man se spåren av dessa utbrott i ett område täckt av basalt på omkring 2 miljoner kvadratkilometer, de så kallade Sibiriska trapporna. Man uppskattar att lavamängder på någonstans mellan en och fyra miljoner kubikkilometer producerades av denna supervulkan.
I centrala Indien finns också Deccanplatån som bildades i slutet av kritaperioden för 65 miljoner år sedan. Under en period på ca 30 000 år ägde en lång serie gigantiska utbrott rum med lavaflöden som till slut täckte 1,5 miljoner kvadratkilometer eller nästan halva Indiens yta. Den totala volymen på lavautflödena beräknas till ca 512 000 kubikkilometer. En del forskare menar att det var detta och inte asteroid- eller kometnedslaget i Mexiko (se Chicxulubkratern) som orsakade massutdöendet i slutet av Krita då dinosaurierna (bortsett från fåglar) utrotades tillsammans med ca 2/3 av övriga djurgrupper. Andra menar att det finns ett samband mellan nedslaget i Mexiko och vulkanutbrotten i Indien. Man menar att utbrotten utlöstes av de chockvågor som fortplantades genom jorden efter att kollisionen skett med den efterföljande apokalyptiska explosionen. Ytterligare en grupp menar att asteroidnedslaget endast var "nådastöten" och att effekterna av utbrotten redan före kollisionen var globalt så svåra att massutdöendet troligen skulle ha skett ändå[källa behövs].
Lyckligtvis är jätteutbrotten från dessa monstervulkaner mycket sällsynta. Det senaste kända som nådde nivå 8 var Tobaeruptionen i nuvarande Indonesien för ca 75 000 år sedan. Detta utbrott var troligen det största vulkanutbrottet under de senaste 25 miljoner åren. Den totala volymen vid den kolossala eruptionen har beräknats till ca 2 800 kubikkilometer eller ca 20–25 gånger större än Tamboras utbrott 1815 och åtminstone 140 gånger större än Krakataus berömda utbrott 1883. Tamboras utbrott ledde bland annat till att jordens medeltemperatur sjönk 1 till 2 grader de följande åren. 1816 är känt som "året utan sommar" och stora delar av världen drabbades av missväxt. Följderna av Tamboras utbrott bleknar emellertid jämfört med Tobaeruptionen som ledde till en enorm ödeläggelse av Sydostasiens skogar och väldiga mängder aska föll så långt bort som i nuvarande Saudiarabien. I Indien var asklagret på vissa ställen upp till 6 meter tjockt. Den globala medeltemperaturen sänktes också åtskilliga grader under många år och vissa forskare anser att utbrottet och följderna av det nästan utplånade Homo Sapiens, d.v.s. den moderna människan.

## Exempel på supervulkaner
- Toba-calderan i Indonesien
- Yellowstone-calderan i Yellowstone nationalpark, USA
- Taupo-calderan i Nya Zeeland
- Bruneau-Jarbidge-calderan i USA
- La Garita Calderan i USA
- Long Valley-calderan i USA
- Laacher See i Tyskland
- Campi Flegrei-calderan i Italien

## Framtida utbrott
Som nämnts ovan är jätteutbrott från supervulkaner oerhört sällsynta och inget tyder på att en eruption är nära förestående, men när det till slut sker kommer katastrofen att slå mycket hårt mot såväl mänskligheten som planeten jorden i stort. Enligt vulkanologerna skulle effekterna vara jämförbara med att en flera kilometer stor asteroid kolliderar med jorden. Den supervulkan som studerats mest ingående är Yellowstone-calderan och det är den som anses vara den mest sannolika platsen för nästa jätteutbrott. De senaste 2,5 miljoner åren har det där ägt rum jätteeruptioner ungefär en gång vart 600 000:e år och den senaste ägde rum för 640 000 år sedan. Ett utbrott i Yellowstone för drygt 2 miljoner år sedan (kallad Huckleberry Ridge-utbrottet) var nästan lika stor som Tobaeuruptionen. Vid den noggranna övervakningen över vulkanen har man konstaterat att marken långsamt höjer sig vilket indikerar att magmakammaren under marken fylls allt mer och att trycket ökar. Detta bevisar dock inte på något sätt att nästa utbrott kommer inom det närmaste seklet eller millenniet.
Att en ny eruption kommer att inträffa i framtiden vid Yellowstone är emellertid alla vulkanexperter ense om. När det väl sker kommer av allt att döma miljontals människor att dödas redan efter några timmar och större delen av USA och södra Kanada kommer begravas under enorma lavaströmmar och asknedfall, den totala volymen av det utkastade materialet kommer troligen vara flera tusen kubikkilometer. Globalt beräknas jordens medeltemperatur sjunka åtskilliga grader under många år (s.k vulkanvinter) med svår missväxt runt om i världen och stor risk för massvält med hundratals miljoner dödsoffer. Klimatförändringen skulle troligen bli betydligt större på nordliga breddgrader än i tropikerna. Andra förödande konsekvenser skulle vara förgiftade vattentäkter, försurning av oceanerna och ett sammanbrott för världsekonomin. Vissa menar även att ett utbrott vid en supervulkan utgör ett allvarligt hot mot hela mänsklighetens överlevnad. För närvarande saknas teoretiska idéer på hur man åtminstone skulle kunna lindra ett utbrott från en supervulkan och enligt experter är det inte troligt att man kommer att finna en lösning. Supervulkanerna är alltför stora och kraftfulla.